# Stickout
Stickout (deutsch freie Drahtelektrodenlänge) ist ein englischer Fachbegriff in der Schweißtechnik insbesondere des MSG-Schweißens. Der Begriff wird z. B. in den ISO TR 25901:2008 und CEN TR 14599:2005 beschrieben.
Der deutschsprachige Begriff „freie Drahtelektrodenlänge“ beschreibt den Abstand zwischen der Gasdüse und
dem Ende einer Drahtelektrode. Der Begriff wird im deutschsprachigen Raum oft mit dem Begriff freies Drahtelektrodenende (englisch electrode extension) verwechselt, der den Abstand zwischen Stromkontaktrohr und Drahtelektrodenende beschreibt.